# التجارب البيولوجية لمركبة الهبوط فايكينغ

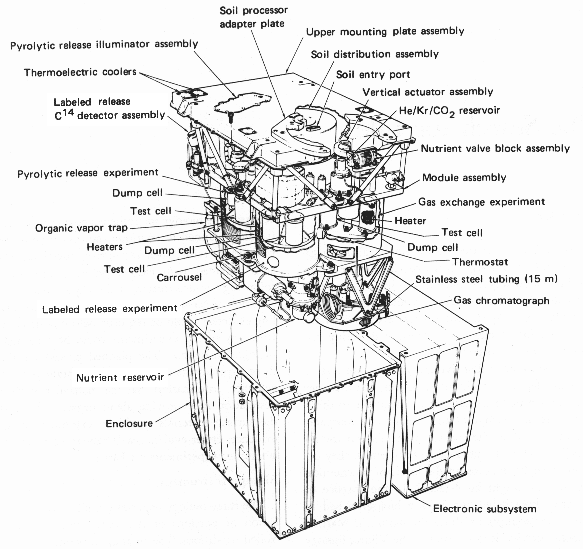

حملت كل من مركبتي الهبوط فايكينغ أربعة أنواع من التجارب البيولوجية إلى سطح المريخ في عام 1976. كانت هاتين المركبتين أول مركبتي هبوط على المريخ تجري التجارب للبحث عن بصمات حيوية للحياة الميكروبية على المريخ. استخدمت كل من المركبتين ذراع آلية لوضع عينات التربة في حاويات اختبار محكمة الإغلاق على متن المركبة. كانت كل من المركبتين متطابقتين، لذلك نُفِّذت الاختبارات ذاتها في مكانين على سطح المريخ، حيث فايكينغ1 بالقرب من خط استواء المريخ، وفايكينغ2 أبعد إلى الشمال.

## التجارب
قُدِّمت أربع تجارب هنا بالترتيب الذي أنجزته به كل من مركبتي فايكينغ. كان قائد الفريق البيولوجي لبرنامج فايكينغ هو هارولد بّي. كلاين (من مركز أميس للأبحاث التابع لناسا).

### كروماتوغراف الغاز – مطياف الكتلة
كروماتوغراف الغاز – مطياف الكتلة (جي سي إم إس) عبارة عن جهاز يفصل مكونات البخار بشكل كيميائي عن طريق كروماتوغراف الغاز، ومن ثم يُلقِّم النواتج في مطياف الكتلة، الذي يقيس الوزن الجزيئي لكل مادة كيميائية. يمكن لهذا الجهاز فصل وتعيين وتحديد كمية عدد كبير من المواد الكيميائية. استُخدم جي سي إم إس (الباحث الرئيسي: كلاوس بيمان، معهد إم آي تي) لتحليل مكونات التربة المريخية غير المعالجة، وخاصة تلك المكونات التي تُطلق عند تسخين التربة في درجات حرارة مختلفة. تمكن الجهاز من قياس الجزيئات الموجودة في مستوى بضعة أجزاء من المليار.
لم يقس جي سي إم إس كمية كبيرة من الجزيئات العضوية في تربة المريخ. في الحقيقة، تحتوي التربة المريخية التي وُجدت كمية أقل من الكربون من التربة القمرية التي لا وجود للحياة فيها، والتي أرجعها برنامج أبولو معه إلى الأرض. كان من الصعب تفسير نتيجة إن كان الاستقلاب البكتيري على المريخ مسؤولًا عن النتائج الإيجابية التي ظهرت في تجربة الإطلاق الموسوم. تشير ملاحظات في مرجع علم الأحياء الفلكي لعام 2011 أنّ هذا كان العامل الحاسم والذي بموجبه «كانت النتائج النهائية بالنسبة لمعظم علماء برنامج فايكينغ فاشلة في اكتشاف حياة في تربة المريخ».
اكتشفت التجارب التي قامت بها مركبة الهبوط فينيكس في عام 2008 وجود البيركلورات في تربة المريخ. يناقش مرجع علم الأحياء الفلكي لعام 2011 أهمية هذه الاكتشافات مع الأخذ بعين الاعتبار النتائج التي حصلت عليها فايكينغ «في حين أنّ البيركلورات قليلة جدًا من أجل أن تلعب دور مؤكسدًا للحصول على نتائج تجربة إل أر «الإطلاق الموسوم» (لا تؤكسد البيركلورات المواد العضوية في ظروف التجربة)، فهي تؤكسد المواد العضوية وبالتالي تدمرها في درجات الحرارة العالية التي استُخدمت في تجربة جي سي إم إس لبرنامج فايكينغ. قدر عالم ناسا في الأحياء الفلكية كريس ماكاي أنه إذا كانت مستويات البيركلورات موجودة في عينات مركبة فونيكس، موجودة بالفعل في عينات فايكينغ، فإن محتوى المواد العضوية في التربة المريخية يمكن أن يصل حتى 0.1%، ومع ذلك يظل بالإمكان الحصول على النتائج السلبية (الكاذبة) التي عاد بها جهاز جي سي إم إس. وبذلك، بينما تزال المعلومات التقليدية المتعلقة بتجارب فايكينغ التقليدية تشير إلى «عدم وجود دليل على الحياة»، إلّا انّ السنوات الأخيرة شهدت تغير بسيطًا على الأقل باتجاه «دليل غير حاسم».
وفقًا لبيان صحفي أصدرته ناسا في عام 2010: «كانت المركبات العضوية الوحيدة التي جرى تحديدها عندما سخّنت مركبات فايكينغ عينات التربة المريخية هي كلور الميثان، وثنائي كلورو الميثان، وقد فُسرت مركبات الكلور هذه في ذلك الوقت على أنها ملوثات محتملة من سوائل التنظيف». وبحسب ورقة ألّفها فريق الجامعة الوطنية المستقلة في المكسيك بقيادة رافاييل نافارو- غونزاليز فإنّ «هذه المواد الكيميائية هي بالضبط ما وجدته «دراستهم» الجديدة عندما أُضيف القليل من البيركلورات «النتيجة المفاجئة من فينيكس» إلى تربة صحراوية من تشيلي تحتوي على مواد عضوية، وحُللت بنفس نمط اختبارات الفايكينغ». لكن أشار البيان الصحفي الذي أصدرته ناسا عام 2010 أيضًا إلى أنّ: «أحد أسباب تفسير المواد العضوية المُكلورة التي وجدتها فايكينغ على أنها ملوثات من الأرض كان نسبة نظيري الكلور الموجودة فيها التي تطابق نسبة ثلاثة إلى واحد في النظائر الموجودة على الأرض. لم يجري تحديد هذه النسبة بشكل دقيق على المريخ حتى الآن. إن وُجد أنها مختلفة كثيرًا عن النسبة في الأرض، فسيدعم هذا تفسيرات السبعينيات». كتب بيمان تعليقًا نقديًا لنافارو غونزاليز ولورقة ماكاي، وقد رد الأخير عليها، ونُشرت هذه الردود في ديسمبر عام 2011.

### تبادل الغازات
تجربة تبادل الغازات (جي إي إكس) (الباحث الرئيسي: فانس أوياما، مركز أميس للأبحاث التابع لناسا) بحثت عن الغازات المنطلقة من عينة التربة المُحتضنة عن طريق الاستبدال الأولي للغلاف الجوي المريخي بغاز الهيليوم الخامل. طبقت هذه التجربة مركبًا سائلًا من المغذيات العضوية وغير العضوية والمكملات على عينة التربة، في البداية عن طريق إضافة المغذيات فقط، ثم إضافة الماء أيضًا. أخذ الجهاز عينات من الغلاف الجوي لحجرة الحضانة  بشكل دوري، واستخدمَ كروماتوغراف الغاز لقياس تراكيز العديد من الغازات، بما في ذلك الأكسجين، وثاني أوكسيد الكربون، والنتروجين، والميثان. افترض العلماء أن الكائنات العضوية الأيضية إمّا أن تستهلك أو أن تطلق على الأقل واحدًا من الغازات التي قيست.
في وقت مبكر من نوفمبر عام 1976، أُعلن أنّ «تجربة تبادل الغازات في مركبة فايكينغ2 أنتجت نتائج مشابهة لتلك التي أنتجتها فايكينغ1. ومرة أخرى، اختفى الأكسجين بمجرد ملامسة محلول المغذيات للتربة. ومجددًا بدأ ثاني أوكسيد الكربون بالظهور واستمر بالانطلاق».

### الإطلاق الموسوم
تجربة الإطلاق الموسوم (إل أر) (الباحث الرئيسي: غيلبرت ليفين، شركة بايوسفيريكس) تعطي الوعد الأكبر لعلماء الأحياء الفلكية. في تجربة إل أر، جرى تلقيح عينة من التربة المريخية بواسطة قطرة من حلول مغذي مائي مُخفف جدًا. وُسمت المغذيات (عبارة عن سبع جزيئات من نواتج تجربة ميلر-يوري) بنظير الكربون-14 المشع «بالإنجليزية C14». جرت مراقبة الهواء فوق التربة من أجل تطور غاز ثاني أوكسيد الكربون-14 المشع (أو غاز آخر أساسه الكربون) كدليل على أنّ الأحياء الدقيقة في التربة استقلبت واحدًا أو أكثر من المغذيات. كان يجب أن تُتَّبع مثل هذه النتيجة في جزء توجيه التجربة كما هو موضح في الإطلاق الموسوم أدناه. كانت النتيجة مفاجئة تمامًا، مع الأخذ بعين الاعتبار النتائج السلبية لأول اختبارين، والمفاجئة هي بسبب التدفق المستمر للغازات المشعة المنطلقة من التربة بعد الحقن الأول مباشرةً. قام كل من مسباري فايكينغ بالتجربة، المسبار الأول باستخدام عينة من السطح المعرض لضوء الشمس، والمسبار الثاني باستخدام عينة من تحت صخرة. عادت كلا عمليتي الحقن الأوليتين بنتائج إيجابية. لكن عمليات الحقن المتتالية في الأسبوع اللاحق لم تظهر رد الفعل ذاته، ووفقًا لورقة نشرها كل من ليفن وباتريشا آن سترات في عام 1976، فإن النتائج كانت غير حاسمة. شارك كل من ليفين، وسترات، وباري ديغريغوريو في كتاب حول هذه المسألة، وكان بعنوان المريخ: الكوكب الحي.